# 杭瀬駅
杭瀬駅（くいせえき）は、兵庫県尼崎市杭瀬本町一丁目にある、阪神電気鉄道本線の駅。駅番号はHS 07。阪神本線で兵庫県最東端に位置する。

## 歴史
過去には阪神国道線の北杭瀬までの連絡線（旅客営業はなかった）が分岐していたが、国道線とともに廃止され現存しない。

### 年表
- 1905年（明治38年）4月12日：本線の開業と同時に開業[2]。
- 1930年（昭和5年）6月：国道線への連絡線が開通。
- 1967年（昭和42年）11月12日：本線の架線電圧昇圧（直流600V→1,500V）に伴い、連絡線は休止状態となる。
- 1975年（昭和50年）5月6日：国道線廃止とともに連絡線も廃止。
- 1978年（昭和53年）6月10日：本線姫島駅 - 大物駅間高架化工事竣工、高架駅となる。
- 2009年（平成21年）3月20日：本線準急設定消滅により、全優等列車通過駅となる。
- 2014年（平成26年）4月1日：駅番号導入[3][4]。

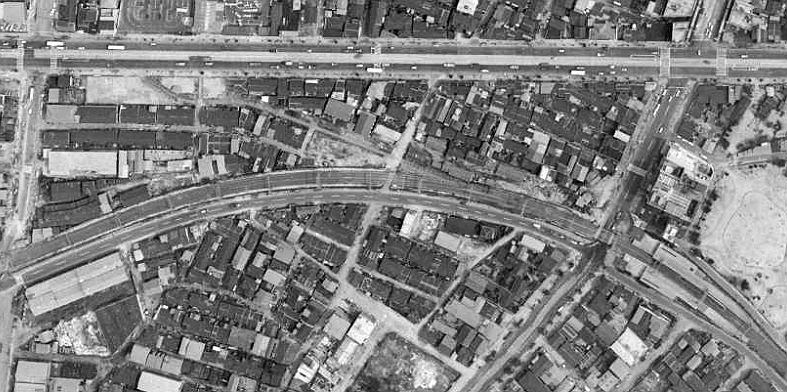
1966年・杭瀬連絡線　画像右下の杭瀬駅西方カーブより直線で分岐する単線軌道が、国道2号手前でS字カーブを経て国道線へ合流（画像左上辺り）しているのが見られる。　国土地理院 地図・空中写真閲覧サービスを基に作成

## 駅構造
相対式ホーム2面2線を持ち、カーブ上にある高架駅である。分岐器や絶対信号機を持たないため、停留所に分類される。ホーム上には待合室も設置されている。梅田方面ホームは電車との隙間が広い箇所がある。改札・コンコースは2階、ホームは3階にある。改札口は1か所のみ。トイレは改札内。エレベーター塔には、横1.5m×縦0.7mという、巨大な阪神電気鉄道の社章が掲げられている。

### のりば
| 番線 | 路線  | 方向 | 行先                   |
| ---- | ----- | ---- | ---------------------- |
| 1    | ■本線 | 上り | 大阪（梅田）方面       |
| 2    | ■本線 | 下り | 神戸（三宮）・姫路方面 |

※実際には構内にのりば番号表記はないが、公式サイトの構内図では上りホームが1番のりば、下りホームが2番のりばとされている。ホーム有効長は6両編成分である。
| ← 梅田方面 | 杭瀬駅配線略図 | → 三宮・元町方面 |
| 凡例 出典: |                |                  |

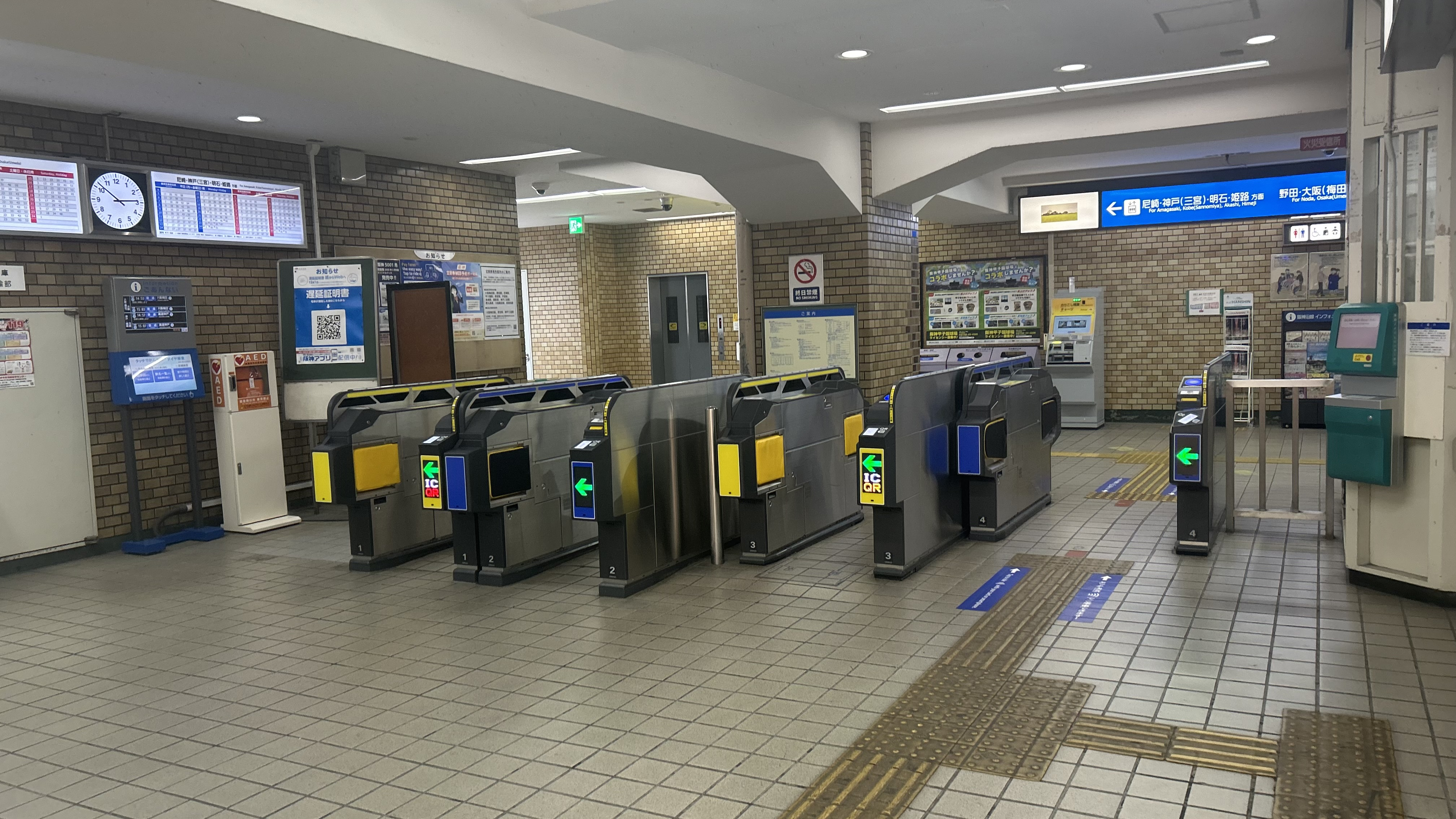
改札口
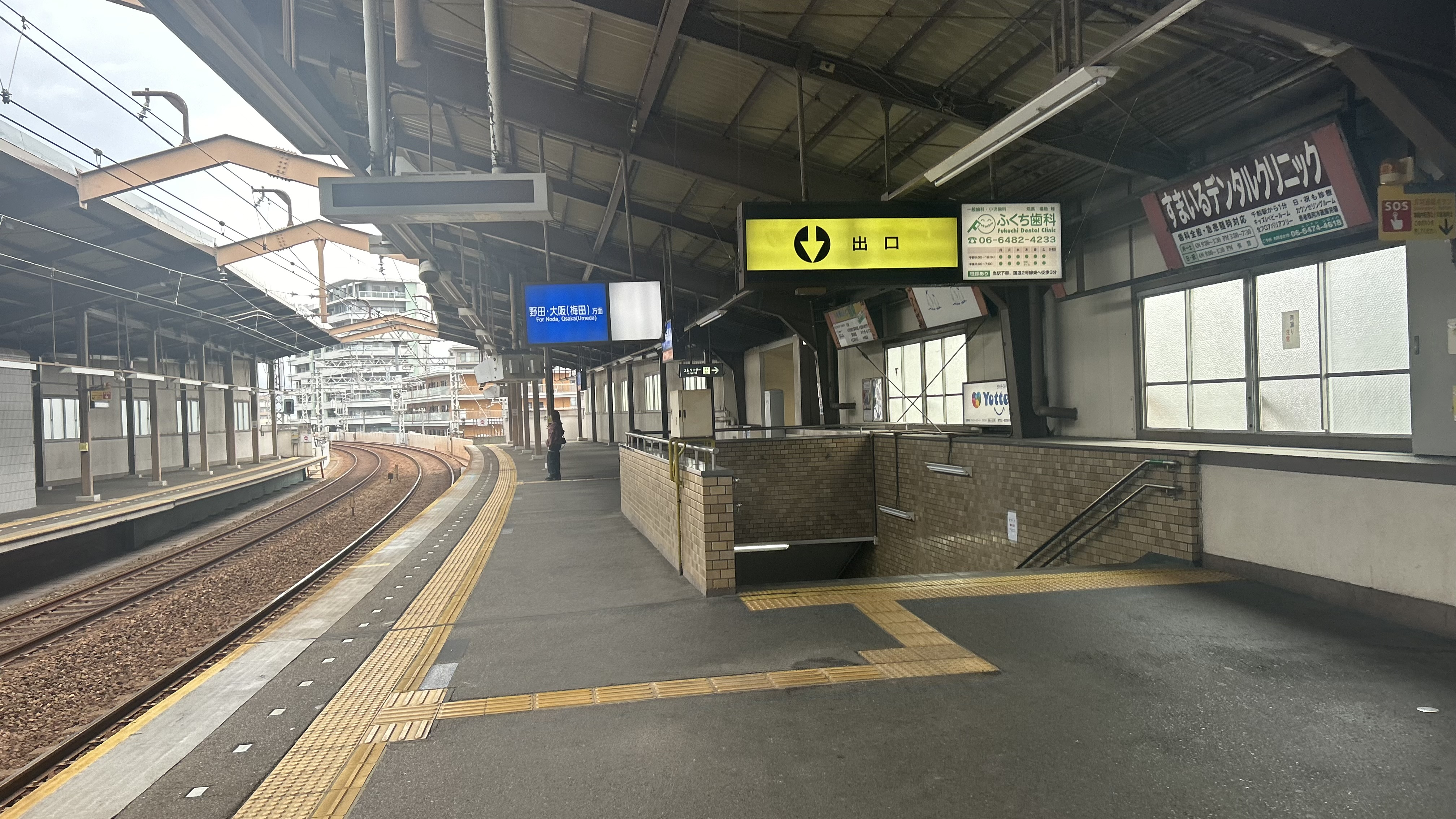
大阪方面ホーム
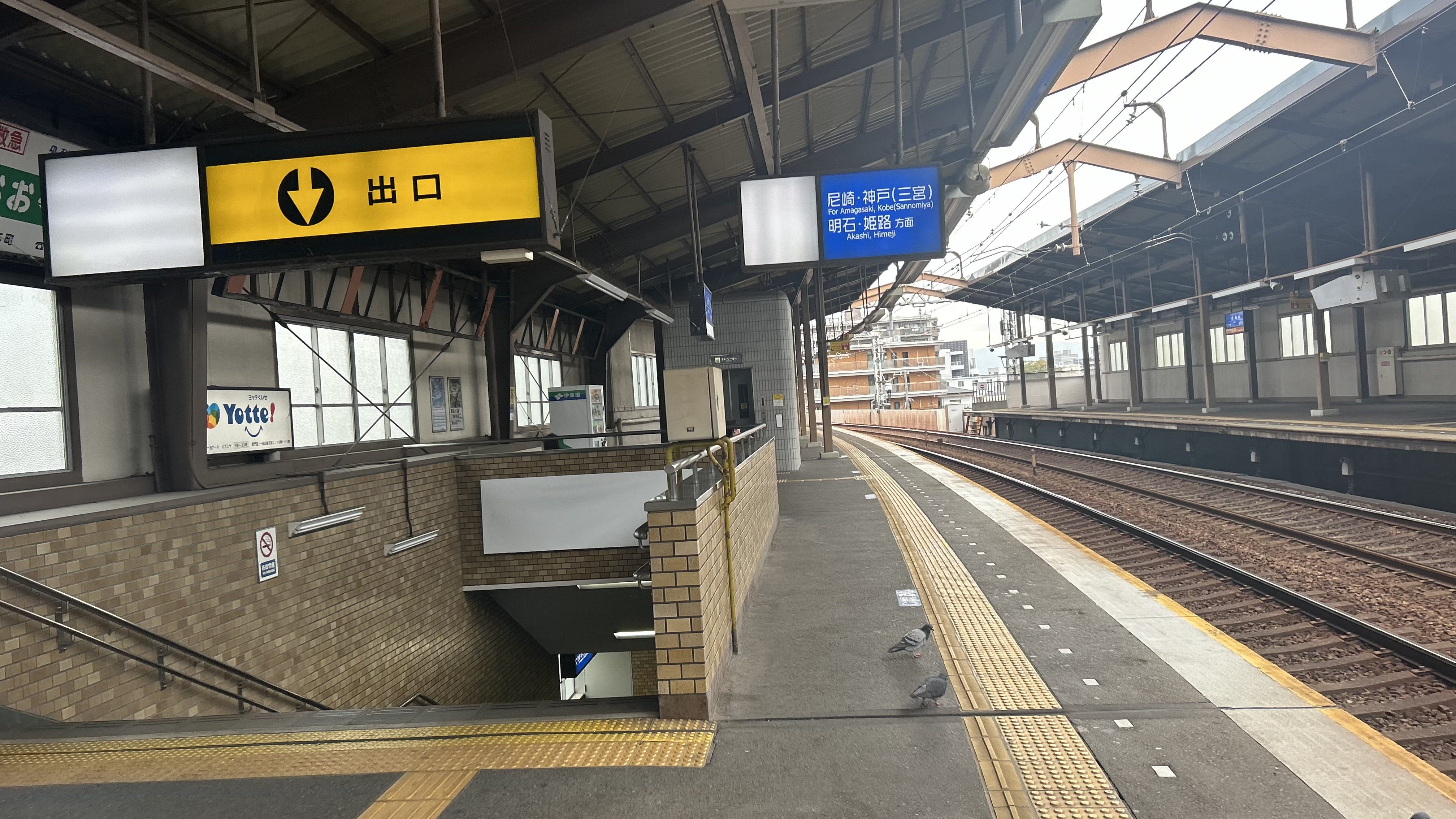
神戸方面ホーム
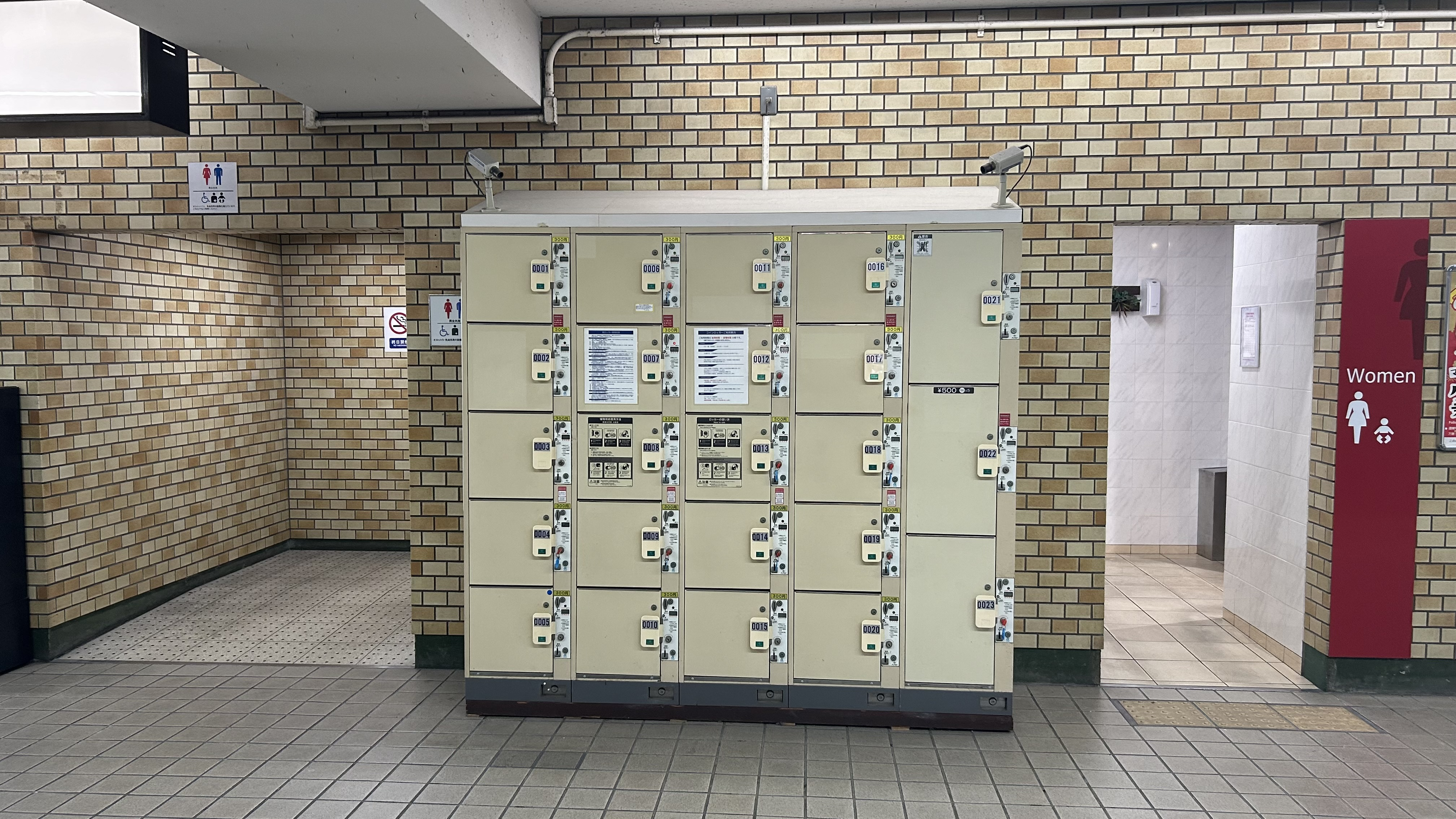
トイレ
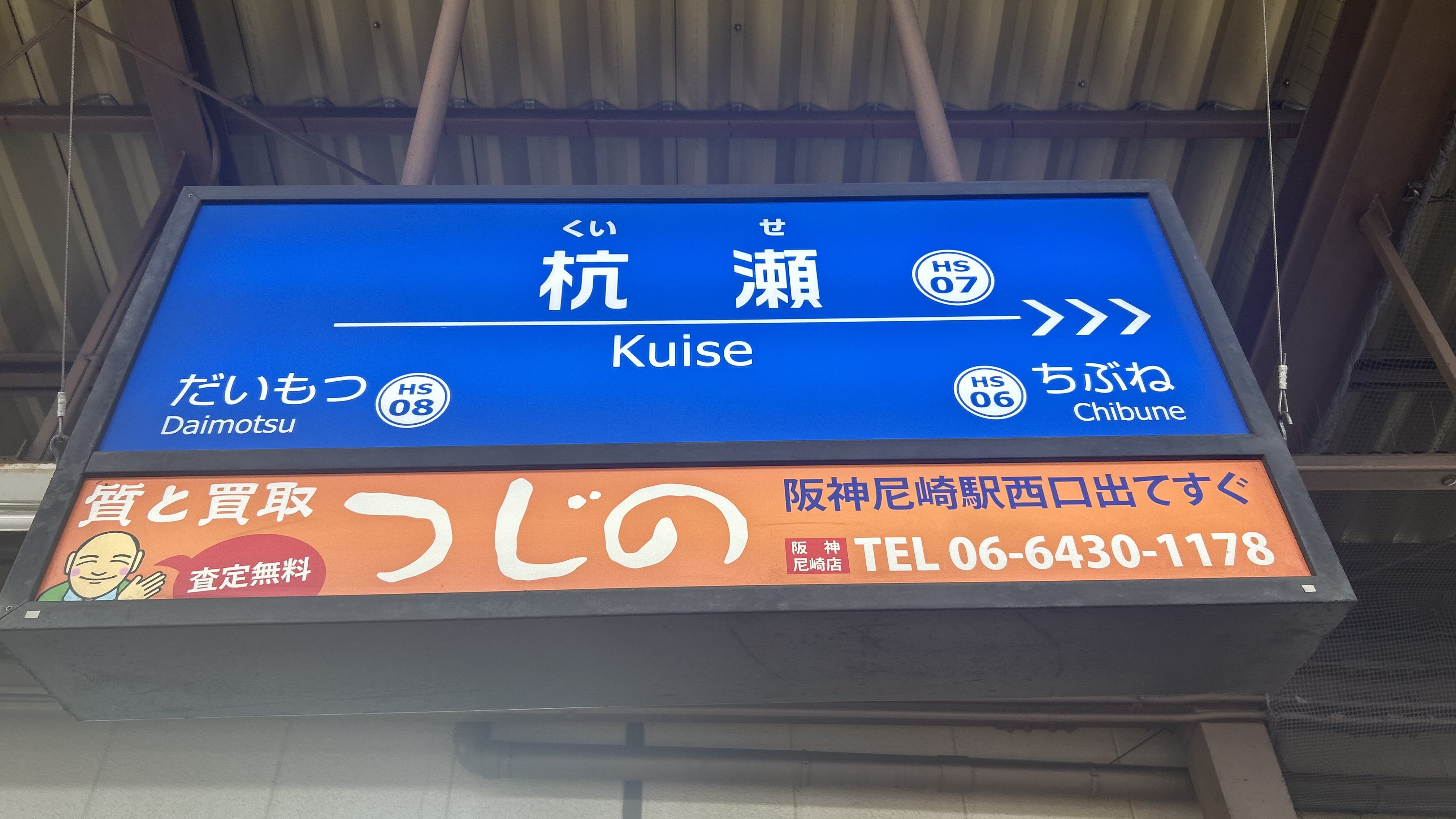
駅名標

## 利用状況
2023年11月平均の乗降人員は8,212人である。
各年度の11月平均利用状況は下表の通り。
| 年度               | 乗車人員 | 降車人員 | 乗降人員 | 順位 | 出典       |
| ------------------ | -------- | -------- | -------- | ---- | ---------- |
| 2019年（令和元年） | 4,373    | 4,423    | 8,796    | 34位 | [ 阪神 1 ] |
| 2020年（令和02年） | 3,788    | 3,788    | 7,576    | 34位 | [ 阪神 2 ] |
| 2021年（令和03年） | 3,711    | 3,741    | 7,452    | 36位 | [ 阪神 3 ] |
| 2022年（令和04年） | 3,844    | 3,883    | 7,727    | 35位 | [ 阪神 4 ] |
| 2023年（令和05年） | 4,087    | 4,125    | 8,212    | 34位 | [ 阪神 5 ] |

### 尼崎市統計書より
市の統計書によると、近年の年次別平均利用状況と11月特定日の利用状況は下表の通り。
| 年次               | 各年次平均 | 各年次平均 | 各年次平均 | 11月特定日 | 11月特定日 | 11月特定日 | 出典          |
| 年次               | 乗車人員   | 降車人員   | 乗降人員   | 乗車人員   | 降車人員   | 乗降人員   | 出典          |
| ------------------ | ---------- | ---------- | ---------- | ---------- | ---------- | ---------- | ------------- |
| 2006年（平成18年） | 5,383      | 5,428      | 10,811     | 4,939      | 5,039      | 9,978      | [ 尼崎市 1 ]  |
| 2007年（平成19年） | 5,124      | 5,215      | 10,339     | 4,952      | 5,095      | 10,047     | [ 尼崎市 1 ]  |
| 2008年（平成20年） | 5,099      | 5,241      | 10,340     | 4,877      | 4,920      | 9,797      | [ 尼崎市 1 ]  |
| 2009年（平成21年） | 5,140      | 5,222      | 10,362     | 4,677      | 4,756      | 9,433      | [ 尼崎市 1 ]  |
| 2010年（平成22年） | 4,963      | 5,040      | 10,003     | 4,760      | 4,836      | 9,596      | [ 尼崎市 1 ]  |
| 2011年（平成23年） | 4,909      | 4,994      | 9,903      | 4,760      | 4,836      | 9,596      | [ 尼崎市 2 ]  |
| 2012年（平成24年） | 4,771      | 4,813      | 9,584      | 4,454      | 4,553      | 9,007      | [ 尼崎市 3 ]  |
| 2013年（平成25年） | 4,558      | 4,644      | 9,202      | 4,532      | 4,588      | 9,120      | [ 尼崎市 4 ]  |
| 2014年（平成26年） | 4,621      | 4,690      | 9,311      | 4,500      | 4,545      | 9,045      | [ 尼崎市 5 ]  |
| 2015年（平成27年） | 4,646      | 4,697      | 9,343      | 4,345      | 4,432      | 8,777      | [ 尼崎市 6 ]  |
| 2016年（平成28年） | 4,482      | 4,563      | 9,045      | 4,412      | 4,495      | 8,907      | [ 尼崎市 7 ]  |
| 2017年（平成29年） | 4,527      | 4,617      | 9,144      | 4,404      | 4,477      | 8,881      | [ 尼崎市 8 ]  |
| 2018年（平成30年） | 4,542      | 4,621      | 9,163      | 4,433      | 4,438      | 8,871      | [ 尼崎市 9 ]  |
| 2019年（令和元年） | 4,583      | 4,606      | 9,189      | 4,373      | 4,423      | 8,796      | [ 尼崎市 10 ] |
| 2020年（令和02年） | 3,433      | 3,464      | 6,897      | 3,788      | 3,788      | 7,576      | [ 尼崎市 11 ] |
| 2021年（令和03年） | 3,524      | 3,535      | 7,059      | 3,711      | 3,741      | 7,452      | [ 尼崎市 12 ] |
| 2022年（令和04年） | 3,797      | 3,822      | 7,619      | 3,844      | 3,883      | 7,727      | [ 尼崎市 13 ] |

## 駅周辺

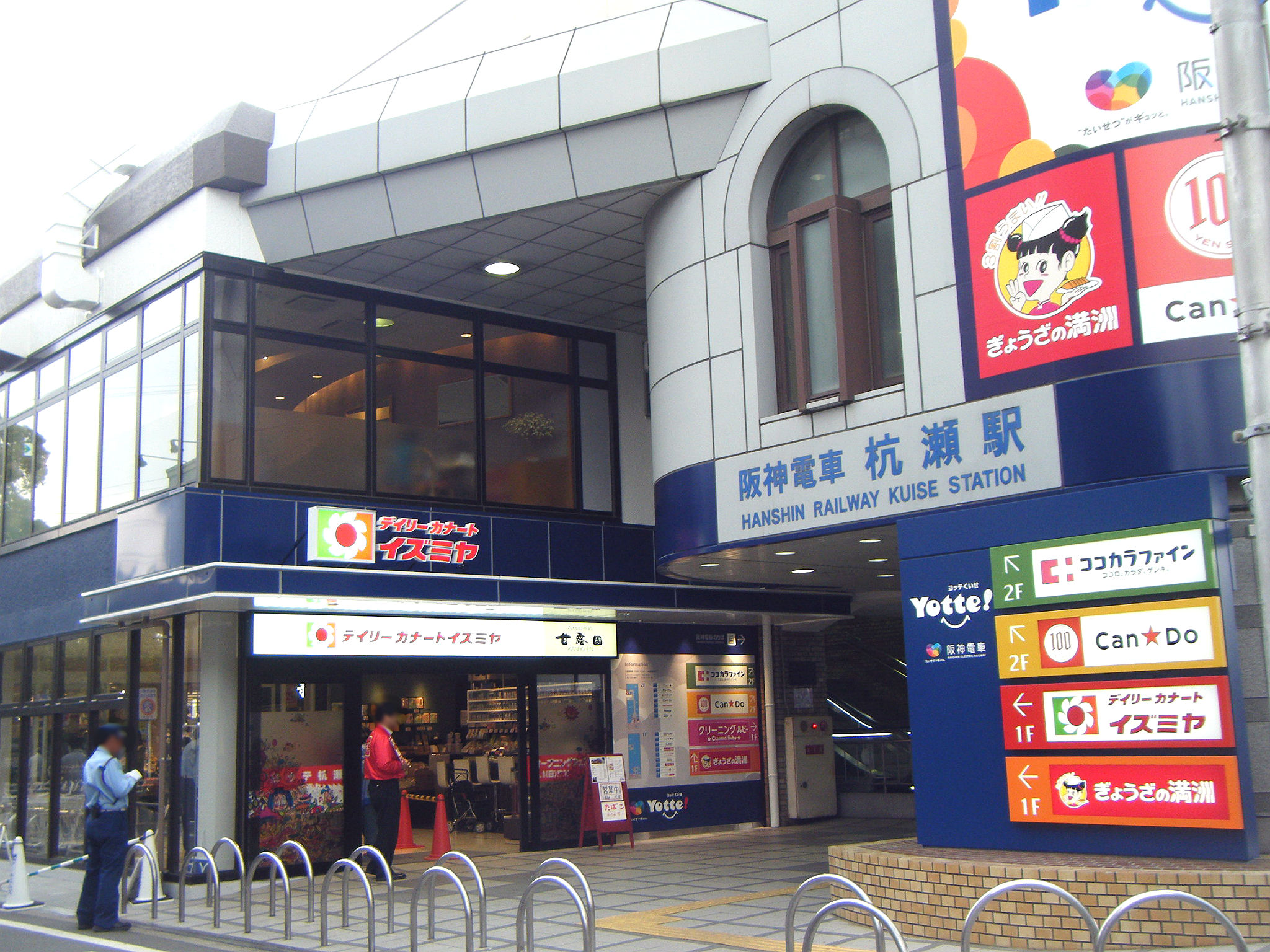
Yotte杭瀬（駅高架下）

駅高架下に1979年に営業開始した商業施設「駅の街杭瀬」が2013年にリニューアル工事を行い、2014年5月に「Yotte（ヨッテ）杭瀬」となった。
- 宮前公園
- 杭瀬熊野神社
- 国道2号
- 尼崎杭瀬郵便局
- 杭瀬本町商店街[2]
- 杭瀬市場
- 尼崎市立杭瀬小学校
- 杭瀬団地
- 梶ケ島住吉神社
- 神光宮
- レンゴー尼崎工場

## バス路線
阪神バスが発着。駅高架下に尼崎市内線が発着する「阪神杭瀬」停留所が、国道2号（阪神国道）上に阪神線（現在は杭瀬宝塚線のみ）が発着する「阪神杭瀬駅北」停留所がある。
| 停留所名     | のりば | 系統・行先           | 備考                 |
| ------------ | ------ | -------------------- | -------------------- |
| 阪神杭瀬     | 1      | 12番：阪急塚口       |                      |
| 阪神杭瀬     | 1      | 24番：阪急園田（北） | 尼崎交通事業振興委託 |
| 阪神杭瀬     | 1      | 50-2番：阪神出屋敷   | 平日の日中のみ運行   |
| 阪神杭瀬     | 2      | 51番：JR尼崎（南）   |                      |
| 阪神杭瀬駅北 | -      | 杭瀬宝塚線：宝塚     |                      |

## 隣の駅
阪神電気鉄道
本線
■直通特急・■特急・■区間特急・■急行・■区間急行
通過
■普通
千船駅 (HS 06) - 杭瀬駅 (HS 07) - 大物駅 (HS 08)

### 記事本文